# Kinetové

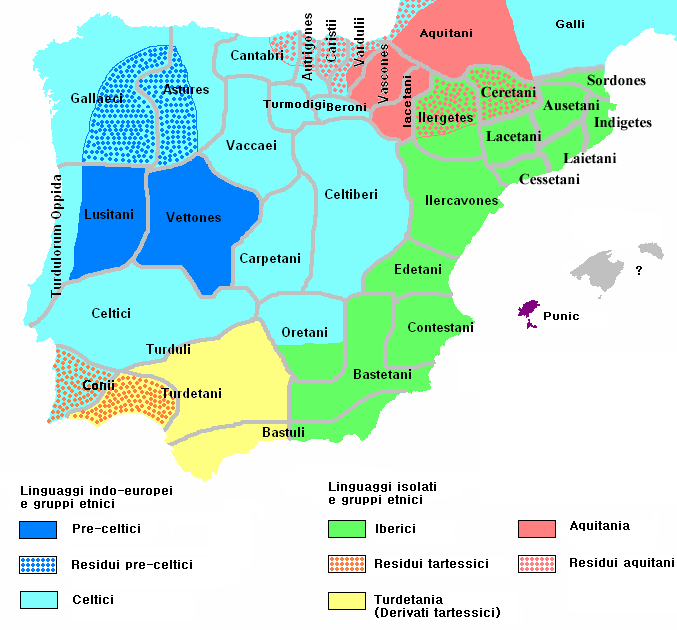
Etnická mapa Pyrenejského poloostrova ve 2. století př. n. l.

Kinetové (latinsky Cynesii nebo Conii) byli jedním z předřímských kmenů na Pyrenejském poloostrově, který obýval určitě před 6. stoletím př. n. l. Žil v dnešních oblastech Algarve a Alentejo na jihu Portugalska a v jižní části provincie Badajoz a severozápadních částech provincií Córdoba a Ciudad Real na území dnešního Španělska, neboli na území, jež bylo od 1. století př. n. l. římskou provincií Lusitanií. Název kmen pravděpodobně vycházel z protokeltského označení psa (kwon). Odborníci usuzují, že Strabón o kmenu hovořil jako o Conii a že mínil stejný kmen, o němž Hérodotos psal jako o Cynesii, a který označil za nejzápadnější obyvatele Evropy a odlišil je od Keltů (na rozdíl od Strabóna). Ve starověkých pramenech jsou ovšem často uváděni pod různými dalšími označeními, většinou řeckými nebo latinskými deriváty jako Cynetas, Cynetum, Kunetes, Kunetas, Kunesioi, Cuneus, Konioi, Kouneon, Kouneous, Kouneoi apod. 
Archeologové nalezli propracované žárové pohřební mohyly vládnoucí elity, jejíž bohaté náhrobky dokazují úzké kontakty se severní Afrikou a východním Středomořím, a to minimálně od 9. století př. n. l. Podle Strabóna bylo hlavním městem kmene Conistorgis, ovšem odborníkům se ho nepodařilo ztotožnit s žádným současným sídlem nebo nějakou lokalitou, byť někteří autoři spekulují, že na ruinách Conistorgis mohlo být založeno římské město Pax Julia, dnešní Beja.  
Kinetové byli patrně okolo 4. století př. n. l. ovládnuti Turdetany, proto je někdy Římané s nimi zaměňovali a označovali je Tartesos. Byli zřejmě též ovládnuti Féničany, podle všeho v obou případech bez odporu, což naznačuje, že u těchto mocností hledali nejspíše ochranu před tlakem Keltů ze severu (ne vždy úspěšně). Ze stejného důvodu se zřejmě později poddali Římu. K jejich plné romanizaci došlo na konci 1. století př. n. l. 
Podle římského historika Marca Iuniana Iustina byli otci zakladateli Kinetů bájní králové Gargoris a Habis. Nejzvláštnějším kulturním rysem Kinetů byl ovšem jejich jazyk (tertezština) a písmo (také označované jako „jihozápadní paleohispánské písmo“ nebo tertézská abeceda). Toto písmo nebylo dosud rozluštěno, podobá se nicméně fénickému.
Německý historik Adolf Schulten (1870–1960) Kinetům přisoudil ligurský původ, ale většinový názor to není. Jejich původ tak bývá spíše označován za záhadný. Genetici se domnívají, že haplotypy HLA-A25-B18-DR15 a HLA-A26-B38-DR13, které jsou jedinečnými markery nalezenými jen v Portugalsku, mohou pocházet právě od Kinetů. Zdá se také, že jejich blízkými současnými příbuznými jsou také Akvitánci a Baskové.